# Маар'я-Лійс Ілус
Маар'я-Лійс Ілус (ест. Maarja-Liis Ilus; нар. 24 грудня 1980, Таллінн, Естонська РСР) — естонська співачка. Представляла Естонію на пісенному конкурсі Євробачення 1996 (дует з Іво Лінна)  та на пісенному конкурсі Євробачення 1997.

## Дискографія
Альбоми
- Maarja-Liis (1996)
- First In Line (1998)
- Kaua Veel (1998)
- First In Line (1998) тільки в Японії
- Heart (1998) тільки в Японії
- City Life (2001)
- Look around (2005)
- Läbi jäätunud klaasi (2006)
- Homme (2008)
- Jõuluingel (2009)
- Kuldne põld (2012)

Сингли
- First in Line (1996)
- Hold Onto Love (1998)
- Hold Onto Love (1998) тільки в Японії
- All the Love You Needed (2001)
- He Is Always On My Mind (2003)
- Tulilinnud (2015)
- Nii sind ootan (2015)

1. ↑  Person Profile // Internet Movie Database — 1990.
2. 1 2  Alaküla A. Kes on kes? Eesti 2000 — Tallinn: 2000. — 271 с. — ISBN 978-9985-60-789-3